# Балашов, Абрам Абрамович
Абра́м Абра́мович Балашо́в (1885 — ?) — человек, прославившийся актом вандализма, совершённым им 29 января (или 16 января по старому стилю) 1913 года в Третьяковской галерее в Москве в отношении картины Репина «Иван Грозный и сын его Иван 16 ноября 1581 года».

## Личность злоумышленника
Родился в 1885 году. По некоторым данным, происходил из деревни Куровской Богородского уезда Московской губернии (совр. г. Куровское Московской обл.) и был старообрядцем, сыном обеспеченного отца и иконописцем. Первое из этих обстоятельств вызвало определённые спекуляции по поводу того, что его мотивом мог быть религиозный фанатизм. На момент совершения нападения ему было 28 лет, и он слыл постоянным посетителем Третьяковки.
Задержанного служащими музея Балашова до прибытия полиции отвели в контору галереи, где он всё время сидел в крайне подавленном состоянии духа, закрывая лицо руками и неоднократно повторяя: «Господи, что я сделал». Затем он был допрошен помощником начальника сыскной полиции Андреевым, причём давал ответы частью здравые, обдуманные, частью совершенно бессмысленные. Вид у Балашова странный: не смотрит в глаза, говорит медленно, как бы подыскивая слова. Допрашивавшие его вынесли впечатление, что он не вполне нормальный.
В целях исследования его умственных способностей Балашова поместили в центральном полицейском для душевнобольных покое. Оказалось, что его сестра также душевнобольная и находится в городской Алексеевской психиатрической больнице, там же умер их брат Николай.
В психиатрической лечебнице находился недолго и был выпущен по протекции своего отца-фабриканта. Дальнейшая судьба и год смерти неизвестны (в отдельных источниках годом смерти Балашова предположительно называется 1942).

## Нападение на картину
Балашов бросился на картину с ножом и нанёс на холсте на ликах царя Ивана и его убитого сына три длинных пореза. При этом он кричал «Довольно смертей, довольно крови!». Злоумышленник был сразу же задержан служителем галереи. Полиция сочла его психически больным и передала на попечение врачей. Через несколько недель Балашов вышел на свободу.

## Последствия инцидента
Хранитель музея Егор Хруслов покончил с собой, бросившись под поезд. Российские газеты бурно обсуждали поступок Балашова. Поэт Максимилиан Волошин оправдывал его, называя жертвой и призывал ограничить доступ к картине. Саму её отреставрировали примерно за месяц, хотя сразу после происшествия художник Репин сильно переживал и сомневался в возможности восстановления своего произведения.

## Интересный факт
- В 2018 году у Балашова нашелся своего рода «последователь», некто Игорь Подпорин, 37-летний уроженец Воронежа, повредивший то же полотно ударами металлического столбика ограждения[4].